# Hypsicera affinis
Hypsicera affinis är en stekelart som beskrevs av Chiu 1962. Hypsicera affinis ingår i släktet Hypsicera och familjen brokparasitsteklar. Inga underarter finns listade i Catalogue of Life.